# Heike Knortz
Heike Knortz (* 10. Februar 1962 in Gießen) ist eine deutsche Wirtschaftshistorikerin und Hochschullehrerin.

## Leben und Wirken
Knortz studierte an der Rheinisch-Westfälisch-Technischen Hochschule Aachen und der Philipps-Universität Marburg Geschichte, Wirtschafts- und Sozialgeschichte sowie Politische Wissenschaft. 1988 trat sie eine Stelle als Wissenschaftliche Mitarbeiterin an der Universität der Bundeswehr Hamburg (jetzt: Helmut-Schmidt-Universität) an, wo sie 1992 mit einer Studie zur Wirtschaftlichen Demobilmachung 1918/22 am Beispiel des Rhein-Main-Gebietes zur Dr. phil. promoviert wurde. 1993 wechselte sie als Akademische Oberrätin an das Institut für Sozialwissenschaften an der Pädagogischen Hochschule Karlsruhe. 2004 habilitierte sie sich dort mit einer Arbeit zum Innovationsmanagement in der DDR 1973/79–1989. Sie lehrt dort als außerplanmäßige Professorin für Wirtschaftsgeschichte.
Im Rahmen des EU-Dozentenaustauschprogrammes „Sokrates“ hielt sie Vorlesungen und Seminare zur Wirtschaftsgeschichte der DDR, der Weimarer Republik und zur Geschichte der europäischen wirtschaftlichen Integration an der University of Limerick/Irland, der University of Huddersfield, der Oxford Brookes University, der University of Wales College/Newport sowie an der Open University in Newport. Sie wurde in Karlsruhe zur außerplanmäßigen Professorin für Wirtschaftsgeschichte ernannt.

## Forschungsbereiche
Den Schwerpunkt von Knortz' wissenschaftlicher Tätigkeit bildet die Wirtschafts-, Sozial- und Unternehmensgeschichte des 20. Jahrhunderts, einen weiteren wichtigen Schwerpunkt ihrer Forschungen stellt die Wirtschaftsgeschichte im Zeitalter des Merkantilismus dar. Sie forscht zur Geschichte der europäischen wirtschaftlichen Integration nach 1945 unter besonderer Berücksichtigung der Rekonstruktion der globalen Arbeitsteilung, der damit verbundenen Geschichte der europäischen Arbeitsmigration sowie der Wirtschafts-, Sozial- und Technikgeschichte der 1920er Jahre. Neben Fragen zu den Binnenwährungen und Zahlungsbilanzdefiziten untersuchte sie Haushaltsbücher als Quellen zur deutschen Konsum-, Alltags- und Kulturgeschichte und beschäftigte sich wiederholt mit Inflationen und der industriellen Rationalisierung. Hinzu kamen Arbeiten zur Thematik der „Gastarbeiter als Motor der frühen europäischen, wirtschaftlichen Integration“, der „passiven Gestaltungsmacht der DDR-Belegschaften“ sowie der Problematik des modernen Antisemitismus als besonderer Form der Fremdenfeindlichkeit. Knortz ist Mitherausgeberin der Reihe Migration in Wirtschaft, Geschichte & Gesellschaft.

## Publikationen, Forschungsergebnisse/ -kontroversen
Widerlegung der These inflationsbedingter Vollbeschäftigung
Wiederholt hat sich Knortz in verschiedenen Beiträgen mit der Wirtschaftsgeschichte der frühen Weimarer Republik beschäftigt, u. a. auch mit der These inflationsbedingter Vollbeschäftigung zu Beginn der Republik. Nach dieser These hätte die Inflation zu Beginn der 1920er Jahre im Deutschen Reich zu einem Rückgang der Arbeitslosigkeit geführt und damit die Republik stabilisiert. Carl-Ludwig Holtfrerich zufolge konnte hier sogar bis Ende 1922 von Vollbeschäftigung gesprochen werden, während beispielsweise England zur gleichen Zeit angesichts der globalen Wirtschaftskrise eine Arbeitslosenquote von mehr als 20 % verzeichnete. Zur Untermauerung dieser These wurden im Wesentlichen Daten über die Arbeitslosigkeit unter Gewerkschaftsmitgliedern und Angehörigen von Facharbeiterverbänden herangezogen.
In ihrer Analyse stützt sich Knurtz auf zusammengetragene lokale Daten, qualitative Quellen und archiviertes Verwaltungsschriftgut. Ihre Analyse von Gesetzen und Verordnungen legt dabei nahe, dass die bis dahin unterstellte Kausalität zwischen der Entwicklung auf dem Arbeitsmarkt und der Geldentwertung nicht zutreffend ist. Die damalige offizielle Statistik spiegele das Ausmaß der Arbeitslosigkeit nicht korrekt wider, da umfangreiche Gruppen von Arbeitslosen nur (noch) Leistungen der kommunalen Wohlfahrtspflege erhielten und somit auf Reichsebene nicht mehr als Arbeitslose registriert wurden. Auch wenn die Hyperinflation ab 1922 auf eine zunehmende Beschäftigung hinwirkte, geht Knortz für das Jahr 1922 von einer Arbeitslosenquote von mindestens 4,5 % anstatt der zuvor angenommenen 1,5 % aus und für 1919 von 11 % anstatt 3,7 %. Zeitgenössische Publikationen stützen diese Annahmen.
Diplomatische Tauschgeschäfte, Forschungen zur außenpolitisch motivierten Anwerbung sog. „Gastarbeiter“
In ihrer Monografie „Diplomatische Tauschgeschäfte“ zur Geschichte der Gastarbeiter in der Bundesrepublik Deutschland kommt Knortz auf der Grundlage von amtlichem Schriftgut zu dem Schluss, dass der bestimmende Treiber für die Anwerbung von sogenannten „Gastarbeitern“ nicht wie vielfach behauptet die bundesdeutsche Industrie mit ihrer durchaus steigenden Nachfrage nach Arbeitskräften ausging, sondern vom Auswärtigen Amt. Die „Geberländer“ Italien, Griechenland, Spanien, Portugal und später auch die Türkei drängten das Auswärtige Amt der BRD zu Anwerbeabkommen. Ihr Ziel war es, ihre hohe Arbeitslosigkeit und das Problem der passiven Handelsbilanzen mit der Emigration ihrer Landsleute zu lösen oder zumindest entscheidend zu reduzieren.
Laut Knortz waren somit in erster Linie außenwirtschaftliche und außenpolitische Gründe maßgebend. Darüber hinaus habe die Aufnahme von Gastarbeitern zur Abwehr von Forderungen der Gewerkschaften und zur Gewinnsteigerung der Unternehmen gedient. Infolge des so verbilligten Produktionsfaktors Arbeit durch die Aufnahme von vielen neuen ungelernten Arbeitskräften konnten veraltete Industriekomplexe wie der Kohlebergbau oder die kleinteiligere Textilindustrie künstlich am Leben erhalten werden. Notwendige, kapitalintensive Investitionen in Produktivitätssteigerungen, Innovationen und die anstehende Transformation hin zum tertiären Sektor, den Dienstleistungen, wurden verschleppt. Diese Fehlentwicklung legten den Grundstein für die spätere schwere Strukturkrise in den 1970er Jahren, da ein „stärker technikinduziertes Wachstum“ in der Bundesrepublik Deutschland so bis 1973 verzögert wurde. Unter diesem Gesichtspunkt würden Erkenntnisse zur bundesdeutschen Wirtschaftsgeschichte erstmals plausibel mit Ergebnissen der Migrationsforschung korrelieren.
Vertiefend hat sich Knortz anschließend mit der italienischen Arbeitsmigration nach dem Zweiten Weltkrieg und deren europapolitischer Dimension auseinandergesetzt. Ihre Monografie „Gastarbeiter für Europa“ fokussiert sich auf die Funktion der Heimatüberweisungen der italienischen Migranten unter den Bedingungen des wirtschaftlichen Wiederaufbaus in Europa. Auf der Grundlage von internationalem amtlichem Schriftgut stellt sie dar, dass der sog. „Arbeitskräfteüberschuss“ sowie struktureller Devisenmangel die italienischen Regierungen zum Abschluss von Anwerbeabkommen zwangen. Auf der Grundlage regierungsamtlicher Akten weist sie nach, dass das Anwerbeabkommen zwischen der Bundesrepublik Deutschland und Italien von 1955 nicht aufgrund entsprechender Nachfrage der bundesdeutschen Industrie zustande kam. Damit bestätige Knortz einerseits die wirtschaftswissenschaftlich fundierte Migrationsforschung, andererseits rücke sie gleichzeitig die bis dahin vernachlässigte Rolle der Abgabeländer in den Fokus. Gestützt werden Knortz‘ Erkenntnisse durch Ergebnisse der internationalen, aktenbasierten Migrationsforschung.
Knortz' Schlussfolgerungen erhielten jedoch auch deutlichen Widerspruch. So hielt beispielsweise Patrice G. Poutrus vom Zentrum für Zeithistorische Forschung in Potsdam in seiner Rezension der „Diplomatischen Tauschgeschäfte“ die Schlussfolgerungen von Knortz für überzogen und die Datenbasis für zu klein. Er interpretiert Knortz' Standpunkt derart, dass die Einwanderung in die Bundesrepublik hätte vermieden werden können, wenn die Politiker auf die National-Ökonomen gehört hätten. Es entstehe dabei der Eindruck, dass es der „Bundesrepublik ohne Einwanderung nur hätte besser gehen können – ein Eindruck, der politisch fragwürdig und zeithistorisch nicht plausibel belegbar ist.“ Viele Erkenntnisse über die Rolle des Auswärtigen Amtes und der Rivalität mit dem Wirtschaftsministerium seien zudem auch schon bei Johannes-Dieter Steinert zu finden.
Karl-Heinz Meier-Braun hält die Thesen der Autorin für gefährlich, da sie ausländerfeindlichen und verschwörungstheoretischen Haltungen Argumente liefern könnten, dass der Staat „das deutsche Volk“ bei der Aufnahmeerlaubnis für Gastarbeiter aus außenpolitischen Gründen bewusst belogen hätte. Die Argumentation für ihre beiden Hauptthesen „Primat der Außenpolitik“ und „ökonomische Fehlentwicklung“ sei einseitig und selbst-widersprüchlich, da ihr an vielen Stellen die Hinweise auf den volkswirtschaftlichen Bedarf nach Gastarbeitern und die Rolle des Wirtschaftsministeriums sogar in den von ihr erwähnten Quellen des Außenministeriums hätten auffallen müssen. Knortz ignoriere außerdem die Ergebnisse der älteren, infolge von Sperrfristen i. d. R. noch nicht aktenbasierten Migrationsforschung, die deutlich gemacht hätten, dass das Wirtschaftswunder im Nachkriegsdeutschland und der Aufbau der Sozialsysteme nicht ohne die „Gastarbeiter“ erreicht worden wäre. „Viele Deutsche stiegen aufgrund von deren Beschäftigung in bessere berufliche Positionen auf. So schafften nach den Berechnungen des Migrationsforschers Friedrich Heckmann zwischen 1960 und 1970 rund 2,3 Millionen Deutsche den Aufstieg von Arbeiter- in Angestelltenpositionen, vor allem wegen der Ausländerbeschäftigung. Nach Angaben des Bundesarbeitsministeriums aus dem Jahre 1976 ermöglichten die ausländischen Arbeitnehmer unter Wahrung eines starken Wirtschaftswachstums eine starke Verringerung der Arbeitszeit der Deutschen. Die ausländischen Arbeitnehmer zahlten Steuern, ohne in entsprechendem Umfang öffentliche Leistungen in Anspruch zu nehmen. Das gilt beispielsweise für die Beiträge zur Rentenversicherung.“ Diese sei lange Zeit von den ausländischen Arbeitnehmern weitgehend geradezu subventioniert worden. Auf den durch die spezifische Ausländerbeschäftigung evozierten Erhalt veralteter Wirtschaftsstrukturen ging die Bundeszentrale für politische Bildung in Heft 201 ihrer „Informationen zur politischen Bildung“ 1984 ein.

## Schriften (Auswahl)
- Wirtschaftliche Demobilmachung 1918/22. Das Beispiel Rhein-Main-Gebiet, Peter Lang, Frankfurt/Main u. a. 1992 (= Studien zur Technik-, Wirtschafts- und Sozialgeschichte, Bd. 4) (zugleich: Dissertation, Universität der Bundeswehr Hamburg), ISBN 3-631-45467-8.
- Ökonomische Integration und Desintegration am Oberrhein. Eine clustertheoretisch-wirtschaftshistorische Analyse zum Europa der Regionen, Peter Lang, Frankfurt/Main u. a. 2003 (= Studien zur Technik-, Wirtschafts- und Sozialgeschichte, Bd. 13), ISBN 3-631-51639-8.
- Innovationsmanagement in der DDR 1973/79–1989. Der sozialistische Manager zwischen ökonomischen Herausforderungen und Systemblockaden, Duncker und Humblot, Berlin 2004 (= Schriften zur Wirtschafts- und Sozialgeschichte, Bd. 79) (zugleich: Habilitationsschrift, Pädagogische Hochschule Karlsruhe), ISBN 3-428-11459-0.
- Diplomatische Tauschgeschäfte. „Gastarbeiter“ in der westdeutschen Diplomatie und Beschäftigungspolitik 1953–1973, Böhlau, Köln/Weimar/Wien 2008, ISBN 978-3-412-20074-9 (eingeschränkte Vorschau (https://books.google.de/books?id=Z5GAa1QAIFYC) in der Google-Buchsuche).
- Wirtschaftsgeschichte der Weimarer Republik. Eine Einführung in Ökonomie und Gesellschaft der ersten Deutschen Republik, UTB-Lehrbuch, Vandenhoeck & Ruprecht, Göttingen 2010, ISBN 978-3-8252-3399-0.
- Gastarbeiter für Europa. Die Wirtschaftsgeschichte der frühen europäischen Migration und Integration, Böhlau, Köln/Weimar/Wien 2016, ISBN 978-3-412-50178-5.
- Deutsche Wirtschaftsgeschichte der Weimarer Zeit. Eine Einführung in Ökonomie, Gesellschaft und Kultur der ersten deutschen Republik, UTB-Lehrbuch, Vandenhoeck & Ruprecht, Göttingen 2021, ISBN 978-3-8252-5732-3.

Herausgeberschaft
- Fremdenfeindlichkeit in Deutschland. Ein interdisziplinärer Diskussionsbeitrag, Peter Lang, Frankfurt/Main u. a. 1994.
- Zusammen mit Margrit Schulte Beerbühl: Migrationsforschung – interdisziplinär & diskursiv. Internationale Forschungserträge zu Migration in Wirtschaft, Geschichte und Gesellschaft. Göttingen 2021.
- Zusammen mit Margrit Schulte Beerbühl die Reihe Migration in Wirtschaft, Geschichte & Gesellschaft im Verlag Vandenhoeck & Ruprecht.